# Platysenta caustimargo
Platysenta caustimargo là một loài bướm đêm trong họ Noctuidae.